# Rhamnophis batesii
Rhamnophis batesii är en ormart som beskrevs av Boulenger 1908. Rhamnophis batesii ingår i släktet Rhamnophis och familjen snokar. Inga underarter finns listade i Catalogue of Life.
Arten förekommer i centrala Afrika. Honor lägger ägg.